# یاکوب استولارچیک
یاکوب استولارچیک (لهستانی: Jakub Stolarczyk؛ زادهٔ ۱۹ دسامبر ۲۰۰۰) بازیکن فوتبال اهل لهستان است.
وی همچنین در تیم‌های ملی فوتبال زیر ۱۹ سال لهستان و زیر ۲۱ سال لهستان بازی کرده‌است.